# Гавожице (гміна)
Гміна Гавожице (пол. Gmina Gaworzyce) — сільська гміна у південно-західній Польщі. Належить до Польковицького повіту Нижньосілезького воєводства.
Станом на 31 грудня 2011 у гміні проживало 3965 осіб.

## Площа
Згідно з даними за 2007 рік площа гміни становила 76.99 км², у тому числі:
- орні землі: 61.00%
- ліси: 17.00%

Таким чином, площа гміни становить 9.87% площі повіту.

## Населення
Станом на 31 грудня 2011:
| Опис     | Загалом | Загалом | Чоловіки | Чоловіки | Жінки | Жінки |
| -------- | ------- | ------- | -------- | -------- | ----- | ----- |
| одиниця  | осіб    | %       | осіб     | %        | осіб  | %     |
| все      | 3965    | 100     | 1982     | 49.99    | 1983  | 50.01 |
| міське   | 0       | 100     | 0        |          | 0     |       |
| сільське | 3965    | 100     | 1982     | 49.99    | 1983  | 50.01 |

## Сусідні гміни
Гміна Гавожице межує з такими гмінами: Неґославіце, Пшемкув, Радваніце, Жуковіце.